# Discographie de Death Grips
 (septembre 2023).
La mise en forme du texte ne suit pas les recommandations de Wikipédia : il faut le « wikifier ».
Les points d'amélioration suivants sont les cas les plus fréquents. Le détail des points à revoir est peut-être précisé sur la page de discussion.
- Les titres sont pré-formatés par le logiciel. Ils ne sont ni en capitales, ni en gras.
- Le texte ne doit pas être écrit en capitales (les noms de famille non plus), ni en gras, ni en italique, ni en « petit »…
- Le gras n'est utilisé que pour surligner le titre de l'article dans l'introduction, une seule fois.
- L'italique est rarement utilisé : mots en langue étrangère, titres d'œuvres, noms de bateaux, etc.
- Les citations ne sont pas en italique mais en corps de texte normal. Elles sont entourées par des guillemets français : « et ».
- Les listes à puces sont à éviter, des paragraphes rédigés étant largement préférés. Les tableaux sont à réserver à la présentation de données structurées (résultats, etc.).
- Les appels de note de bas de page (petits chiffres en exposant, introduits par l'outil «  Source ») sont à placer entre la fin de phrase et le point final[comme ça].
- Les liens internes (vers d'autres articles de Wikipédia) sont à choisir avec parcimonie. Créez des liens vers des articles approfondissant le sujet. Les termes génériques sans rapport avec le sujet sont à éviter, ainsi que les répétitions de liens vers un même terme.
- Les liens externes sont à placer uniquement dans une section « Liens externes », à la fin de l'article. Ces liens sont à choisir avec parcimonie suivant les règles définies. Si un lien sert de source à l'article, son insertion dans le texte est à faire par les notes de bas de page.
- La présentation des références doit suivre les conventions bibliographiques. Il est recommandé d'utiliser les modèles {{Ouvrage}}, {{Chapitre}}, {{Article}}, {{Lien web}} et/ou {{Bibliographie}}. Le mode d'édition visuel peut mettre en forme automatiquement les références.
- Insérer une infobox (cadre d'informations à droite) n'est pas obligatoire pour parachever la mise en page.

Pour une aide détaillée, merci de consulter Aide:Wikification.
Si vous pensez que ces points ont été résolus, vous pouvez retirer ce bandeau et améliorer la mise en forme d'un autre article.
La discographie de Death Grips comprend sept albums studio, une compilation, quatre EP, une mixtape, sept singles, huit singles promotionnels, trois remixes et 47 clips. Le groupe s'est formé au cours de l'hiver 2010 à Sacramento, en Californie. Il est composé de Stefan Burnett, alias MC Ride (en) (paroles et voix), de Zach Hill (en) (batterie et production) et d'Andy Morin (synthétiseur et production).
En mars 2011, Death Grips sort son premier EP éponyme. La mixtape Exmilitary sort un mois plus tard, et a été globalement bien reçue par les critiques. Death Grips signe un contrat avec Epic Records début 2012 et son premier album studio, The Money Store, sort en avril de la même année. Il est acclamé par la critique, culminant à la 130e place du classement Billboard 200,. Puisqu'Epic Records n'a pas confirmé la date de sortie de leur deuxième album studio No Love Deep Web avant 2013, Death Grips choisit d'auto-publier l'album en octobre 2012. Un conflit s'ensuit entre le groupe et le label, et Death Grips est finalement abandonné par Epic Records. No Love Deep Web a reçu des critiques positives et est en tête [Quand ?] de la liste BitTorrent de la musique la plus téléchargée légalement, avec 34 151 432 téléchargements.
En juillet 2013, Death Grips lance Third Worlds, un sous-label d'Harvest Records. Les sorties post-juillet 2013 ont toutes été réalisées via ce label. Leur troisième album, Government Plates, sort en novembre 2013, et reçoit des critiques favorables. Le quatrième album studio de Death Grips, The Powers That B, est un double album composé de deux disques : Niggas on the Moon et Jenny Death. Niggas on the Moon sort en juin 2014. Entre les sorties des deux parties de ce double-album, l'album instrumental Fashion Week sort en janvier 2015. La seconde moitié, Jenny Death, est très attendue et le double album complet sort en mars 2015. Il reçoit des critiques positives, culminant à la 72e place du classement Billboard 200,,. The Powers That B a été suivi d'un EP instrumental intitulé Interview 2016, sorti en mars 2016.
En mai 2016, Death Grips sort son cinquième album studio, Bottomless Pit. Il reçoit des critiques positives et culmine à la 193e place du classement Billboard 200. La sortie physique en vinyle de l'album de compilation Fashion Week/Interview 2016 sort en novembre de la même année. En mars 2018, Death Grips sort le titre de son sixième album studio, Year of the Snitch, sorti en juin 2018.

## Albums

### Albums studio
| Album                                                                                       | Album | Meilleure position | Meilleure position    | Meilleure position     | Meilleure position | Meilleure position | Meilleure position | Meilleure position | Meilleure position | Meilleure position |
| Album                                                                                       | Album | États-Unis         | États-Unis Alternatif | États-Unis Heatseekers | États-Unis Indie   | États-Unis Rap     | États-Unis Rock    | Pays-Bas Vinyl     | Royaume-Uni        | Royaume-Uni HR&B   |
| ------------------------------------------------------------------------------------------- | --- | ------------------ | --------------------- | ---------------------- | ------------------ | ------------------ | ------------------ | ------------------ | ------------------ | ------------------ |
| The Money Store                                                                             | - Sortie mondiale : 15 avril 2012 - Label : Epic Records - Formats : Téléchargement, CD, LP,                     | 130                | 24                    | 3                      | —                  | 14                 | 39                 | —                  | 181                | 20                 |
| No Love Deep Web                                                                            | - Sortie mondiale : 1er octobre 2012 - Labels : Third Worlds et Harvest - Formats : Téléchargement, CD, LP,      | —                  | —                     | 7                      | —                  | 22                 | —                  | —                  | —                  | —                  |
| Government Plates                                                                           | - Sortie mondiale : 13 novembre 2013 - Labels : Third Worlds et Harvest - Formats : Téléchargement, LP           | —                  | —                     | —                      | —                  | —                  | —                  | —                  | —                  | —                  |
| The Powers That B                                                                           | - Sortie mondiale : 31 mars 2015 - Labels : Third Worlds et Harvest - Formats : Téléchargement, CD, LP,          | 72                 | 9                     | —                      | 4                  | 8                  | 15                 | —                  | 150                | 11                 |
| Bottomless Pit                                                                              | - Sortie mondiale : 6 mai 2016 - Labels : Third Worlds et Harvest - Formats : Téléchargement, CD, LP, cassette   | 193                | 14                    | —                      | 13                 | —                  | 21                 | —                  | —                  | 24                 |
| Year of the Snitch                                                                          | - Sortie mondiale : 22 juin 2018 - Labels : Third Worlds et Harvest - Formats : Téléchargement, CD, LP, cassette | 97                 | 10                    | —                      | 32                 | —                  | 16                 | 23                 | —                  | 12                 |
| "—" : Album qui n'a pas atteint le hit-parade ou qui n'est pas sorti dans le pays concerné. | |                    |                       |                        |                    |                    |                    |                    |                    |                    |

### Albums instrumentaux
| Titre        | Détails                                                                             |
| ------------ | ----------------------------------------------------------------------------------- |
| Fashion Week | - Sortie mondiale : 4 janvier 2015 - Label : Third Worlds - Format : Téléchargement |

### Albums de compilation
| Titre                         | Détails                                                                        |
| ----------------------------- | ------------------------------------------------------------------------------ |
| Fashion Week / Interview 2016 | - Sortie mondiale : 25 novembre 2016 - Label : Harvest - Format : Double-album |

### Mixtapes
| Titre      | Détails |
| ---------- | --- |
| Exmilitary | - Sortie mondiale : 26 avril 2011 (Worldwide) - Label : Auto-publié - Formats : Téléchargement numérique, CD, LP |

## EP
| Titre                                            | Détails |
| ------------------------------------------------ | --- |
| Live from Death Valley                           | - Sortie mondiale : 28 juin 2011 puis 11 juillet 2022 (Streaming Services) - Label : Deathbomb Arc - Format : Téléchargement numérique |
| Death Grips                                      | - Sortie mondiale : 8 mars 2011, - Label : Auto-publié - Format : Téléchargement numérique                                             |
| Interview 2016                                   | - Sortie mondiale : 22 mars 2016 - Label : Auto-publié - Format : Téléchargement numérique                                             |
| Steroids (Crouching Tiger Hidden Gabber Megamix) | - Sortie mondiale : 22 mai 2017 - Label : Third Worlds - Formats : Téléchargement numérique et LP                                      |
| Gmail and the Restraining Orders                 | - Sortie mondiale : 21 juin 2019 - Label : Third Worlds - Format : Streaming                                                           |

## Simple

### Singles commerciaux
| Titre                                        | Année | Album |
| -------------------------------------------- | ----- | --- |
| Full Moon (Death Classic)                    | 2011  | Death Grips |
| Poser Killer / Fyrd Up                       | 2011  | Singles prévus à l'origine sans albums mais qui sont finalement sortis en streaming via l'EP Live From Death Valley (2022) |
| Guillotine                                   | 2011  | Exmilitary |
| @DeathGripz                                  | 2012  | sans-album |
| True Vulture                                 | 2012  | sans-album |
| More Than the Fairy (featuring Les Claypool) | 2016  | sans-album |
| Streaky                                      | 2018  | Year of the Snitch |
| Black Paint                                  | 2018  | Year of the Snitch |
| Flies                                        | 2018  | Year of the Snitch |
| Hahaha                                       | 2018  | Year of the Snitch |
| Dilemma                                      | 2018  | Year of the Snitch |
| Shitshow                                     | 2018  | Year of the Snitch |

### Singles promotionnels
| Titre               | Année | Album             |
| ------------------- | ----- | ----------------- |
| I've Seen Footage   | 2012  | The Money Store   |
| Birds,              | 2013  | Government Plates |
| Inanimate Sensation | 2014  | The Powers That B |
| On GP               | 2015  | The Powers That B |
| The Powers That B   | 2015  | The Powers That B |
| Hot Head            | 2016  | Bottomless Pit    |
| Eh                  | 2016  | Bottomless Pit    |
| Trash               | 2016  | Bottomless Pit    |

## Invités
| Titre        | Année | Autre artiste | Album           |
| ------------ | ----- | ------------- | --------------- |
| Fuck a Bitch | 2014  | The Bug       | Angels & Devils |

## Remixes
| Morceau remixée | Année | Artiste     | Album                           |
| --------------- | ----- | ----------- | ------------------------------- |
| Sacrifice,      | 2012  | Björk       | Biophilia Remix Series Bastards |
| Thunderbolt,    | 2012  | Björk       | Biophilia Remix Series Bastards |
| Firestarter     | 2013  | The Prodigy | sans-album                      |

## Clips
| Titre | Année | Réalisateur                 |
| --- | ----- | --------------------------- |
| Full Moon (Death Classic) | 2011  | Death Grips                 |
| Lord of the Game (featuring Mexican Girl)                                                                                        | 2011  | Death Grips                 |
| Culture Shock | 2011  | Death Grips                 |
| Guillotine (It Goes Yah) | 2011  | Matt Brown                  |
| Spread Eagle Cross the Block | 2011  | Terroreyes                  |
| Takyon (Death Yon) | 2011  | Death Grips                 |
| Beware | 2011  | Death Grips                 |
| Known for It | 2011  | Death Grips                 |
| Blackjack | 2012  | (inconnu)                   |
| Get Got | 2012  | (inconnu)                   |
| The Fever (Aye Aye) | 2012  | (inconnu)                   |
| Hustle Bones | 2012  | Death Grips                 |
| Double Helix | 2012  | Death Grips                 |
| I've Seen Footage | 2012  | WeAre From L.A.             |
| World of Dogs | 2012  | (inconnu)                   |
| True Vulture | 2012  | Galen Pehrson               |
| Come Up and Get Me | 2013  | Zach Hill et Stefan Burnett |
| No Hands 1 | 2013  | (inconnu)                   |
| No Hands 2 | 2013  | (inconnu)                   |
| No Hands 3 | 2013  | (inconnu)                   |
| No Hands 4 | 2013  | (inconnu)                   |
| No Hands 5 | 2013  | (inconnu)                   |
| Lock Your Doors | 2013  | (inconnu)                   |
| You Might Think He Loves You for Your Money But I Know What He Really Loves You for It's Your Brand New Leopard Skin Pillbox Hat | 2013  | (inconnu)                   |
| Anne Bonny | 2013  | (inconnu)                   |
| Two Heavens | 2013  | (inconnu)                   |
| This Is Violence Now (Don't Get Me Wrong)                                                                                        | 2013  | (inconnu)                   |
| Birds | 2013  | (inconnu)                   |
| Feels Like a Wheel | 2013  | (inconnu)                   |
| I'm Overflow | 2013  | (inconnu)                   |
| Big House | 2013  | (inconnu)                   |
| Government Plates | 2013  | (inconnu)                   |
| Bootleg (Don't Need Your Help)                                                                                                   | 2013  | (inconnu)                   |
| Whatever I Want (Fuck Who's Watching)                                                                                            | 2013  | (inconnu)                   |
| No Love | 2014  | Death Grips                 |
| Inanimate Sensation | 2014  | (inconnu)                   |
| On GP | 2015  | Death Grips                 |
| I Break Mirrors with My Face in the United States                                                                                | 2015  | (inconnu)                   |
| The Powers That B | 2015  | (inconnu)                   |
| Interview 2016 | 2016  | Sean Metelerkamp            |
| Giving Bad People Good Ideas | 2016  | Death Grips                 |
| Eh | 2016  | Sean Metelerkamp            |
| Streaky | 2018  | (inconnu)                   |
| Flies | 2018  | (inconnu)                   |
| Dilemma | 2018  | (inconnu)                   |
| Shitshow | 2018  | Zach Hill et Galen Pehrson  |
| Death Grips Is Online | 2018  | (inconnu)                   |